# Jicamán
Jicamán är en ort i Mexiko.   Den ligger i kommunen Cuautla och delstaten Morelos, i den sydöstra delen av landet, 70 km söder om huvudstaden Mexico City. Jicamán ligger 1 293 meter över havet och antalet invånare är 326.
Terrängen runt Jicamán är platt åt nordost, men åt sydväst är den kuperad. Runt Jicamán är det ganska tätbefolkat, med 222 invånare per kvadratkilometer. Närmaste större samhälle är Cuautla Morelos, 3,9 km öster om Jicamán. Omgivningarna runt Jicamán är en mosaik av jordbruksmark och naturlig växtlighet.